# Kaire Mbuende
Kaire Mbuende (* 28. listopadu 1953 Windhoek) je namibijský politik a diplomat. Mbuende sloužil od srpna 2006 do prosince 2010 jako namibijský velvyslanec Organizace spojených národů. Etnický Herero Mbuende byl od roku 1972 vysoce postaveným členem vládnoucí strany SWAPO v Namibii a sloužil mimo jiné jako informační důstojník v Lusace v Zambii. V letech 2016 až 2020 působil jako velvyslanec Namibie v Evropské unii, Belgii a Lucembursku.
Mbuende je ženatý s kolegyní političkou Maureen Hindovou-Mbuendeovou. Mají šest dětí.
V Den hrdinů roku 2014 mu byl udělen Řád orla druhé třídy.